# Мацуура (город)
Мацуура (яп. 松浦市 Мацуура-си) — город в Японии, находящийся в префектуре Нагасаки. Площадь города составляет 130,38 км², население — 23 772 человека (1 июля 2014), плотность населения — 182,33 чел./км².

## Географическое положение
Город расположен на острове Кюсю в префектуре Нагасаки региона Кюсю. С ним граничат города Сасебо, Хирадо, Имари, Карацу.

## Население
Население города составляет 23 772 человека (1 июля 2014), а плотность — 182,33 чел./км². Изменение численности населения с 1980 по 2005 годы:
| 1980 | 32 478 чел. |  |
| 1985 | 32 312 чел. |  |
| 1990 | 31 254 чел. |  |
| 1995 | 30 470 чел. |  |
| 2000 | 28 370 чел. |  |
| 2005 | 26 993 чел. |  |

## Символика
Деревом города считается подокарп крупнолистный, цветком — камелия.